# Élections législatives de 1822 en Corrèze
Les élections législatives françaises de 1822 se déroulent en 13 novembre 1822 . Dans la Corrèze, trois députés sont à élire dans le cadre de trois circonscriptions.

## Contexte
Les électeurs doivent élire les députés de la deuxième législature de la Chambre des députés.

## Mode de scrutin
En vertu de l'ordonnance du 13 juillet 1815, les députés sont élus au suffrage censitaire indirect. En premier lieu, les collèges d'arrondissement, composés de l'ensemble des électeurs, désignent les candidats potentiels. En second lieu, le collège départemental, composé des électeurs les plus riches, élit les députés, en veillant à choisir au moins la moitié des députés parmi les candidats retenus au scrutin du premier degré.
L'ordonnance du 13 juillet 1815 abaisse les limites d'âge prévues par les articles 38 et 41 de la Charte. Sont ainsi électeurs tous les citoyens d'au moins 21 ans et payant 300 francs d'impôts directs. Sont éligibles tous les citoyens âgés d'au moins 25 ans et payant au moins 1 000 francs d'impôts directs.
Le corps électoral ne comporte que 94 940 inscrits. Les 3/5 des députés ont été élus le 25 septembre mais seuls les plus riches ont élu les 2/5 des députés restants lors du second tour le 4 octobre.

## Résultats

### Élus
| Circonscription                       | Député sortant                             | Parti | Parti                    | Député élu ou réélu                        | Parti | Parti           |  |
| ------------------------------------- | ------------------------------------------ | ----- | ------------------------ | ------------------------------------------ | ----- | --------------- |  |
| Grand collège électoral de la Corrèze | Jean-Joseph Parel Despeyrut de La Chatonie |       | Ultraroyalistes          | Joseph Froment de Champ-Lagarde            |       | Doctrinaires    |  |
| 1er collège électoral de la Corrèze   | Pierre Bédoch                              |       | Gauche Constitutionnelle | Jean-Joseph Parel Despeyrut de La Chatonie |       | Ultraroyalistes |  |
| 2e collège électoral de la Corrèze    | Louis de Valon du Boucheron d’Ambrugeac    |       | Doctrinaires             | Louis de Valon du Boucheron d’Ambrugeac    |       | Doctrinaires    |  |

### Tour unique du 13 novembre 1822
De nouvelles élections ont lieu afin d'élire les députés de la deuxième législature.
| Candidats | Candidats                                  | Circonscription                       | Groupe          | Premier tour | Premier tour |     |  |
| Candidats | Candidats                                  | Circonscription                       | Groupe          | Voix         | %/Votants    | Élu |  |
| --------- | ------------------------------------------ | ------------------------------------- | --------------- | ------------ | ------------ | --- |  |
|           | Joseph Froment de Champ-Lagarde            | Grand collège électoral de la Corrèze | Doctrinaires    |              |              | Oui |  |
|           | Jean-Joseph Parel Despeyrut de La Chatonie | 1er collège électoral de la Corrèze   | Ultraroyalistes |              |              | Oui |  |
|           | Louis de Valon du Boucheron d’Ambrugeac    | 2e collège électoral de la Corrèze    | Doctrinaires    |              |              | Oui |  |